# 이즈미정 (오사카부)
이즈미정(일본어: 和泉町)은 일본 오사카부 센보쿠군에 설치되었던 정이다. 현재의 이즈미시 북서부에 해당한다.